# Ellen Kushner
Pour les articles homonymes, voir Kushner.
Œuvres principales
- Thomas le Rimeur
- Le Privilège de l'épée
- À la pointe de l'épée

Ellen Kushner, née le 6 octobre 1955 à Washington, est une écrivaine américaine de fantasy.

## Biographie
Ellen Kushner grandit à Cleveland dans l’Ohio. Passionnée d’histoire médiévale et de traditions, elle dirige une collection de fantasy avant de se lancer dans l’écriture. Ses romans sont qualifiés de romans de Manner fantasy. Thomas le Rimeur a reçu le prix World Fantasy 1991 et le prix Mythopoeic 1991. The Privilege of the Sword a reçu le prix Locus du meilleur roman de fantasy 2007.
Avec d'autres artistes, elle est très active dans la promotion de l'Interstitial art et a cofondé l’Interstitial Arts Foundation. De 1996 à 2010, elle a animé Sound & Spirit, une émission de radio sur les musiques traditionnelles et folkloriques du monde.
Elle vit à New York avec sa conjointe et collaboratrice Delia Sherman.
Elle reçoit le prix E. E. Smith Memorial 2024 pour sa contribution majeure à la science-fiction.

## Œuvres

### UniversRiverside

#### SérieRiverside
1. À la pointe de l'épée, Calmann-Lévy, 2008 ((en) Swordspoint, 1987)Réédition Gallimard, coll. « Folio SF » no 366, 2010 ; réédition ActuSF, coll. « Perles d'épice », 2019, accompagnée de cinq nouvelles
2. (en) The Fall of the Kings, 2002Écrit avec Delia Sherman.
3. Le Privilège de l'épée, ActuSF, coll. « Perles d'épice », 2022 ((en) The Privilege of the Sword, 2006)Prix Locus du meilleur roman de fantasy 2007

#### SérieTremontaine
Cette série est composée d'anthologie préquelles du roman À la pointe de l'épée.
1. (en) Tremontaine: The Complete Season One, 2017Écrit avec Patty Bryant, Joel Derfner (en), Alaya Dawn Johnson, Malinda Lo, Racheline Maltese et Paul Witcover. Ellen Kushner a rédigé les épisodes d'ouverture et de clôture intitulés Arrivals et Departures.
2. (en) Tremontaine: The Complete Season Four, 2018Écrit avec Liz Duffy Adams, Joel Derfner (en), Tessa Gratton, Karen Lord, Racheline Maltese et Delia Sherman.

### Romans indépendants
- Thomas le Rimeur, Gallimard, coll. « Folio SF » no 116, 2000 ((en) Thomas the Rhymer, 1990)Réédition ActuSF, 2022 - Prix World Fantasy du meilleur roman 1991 et prix Mythopoeic 1991
- (en) St. Nicholas and the Valley Beyond the World's Edge, 1994

### Nouvelles

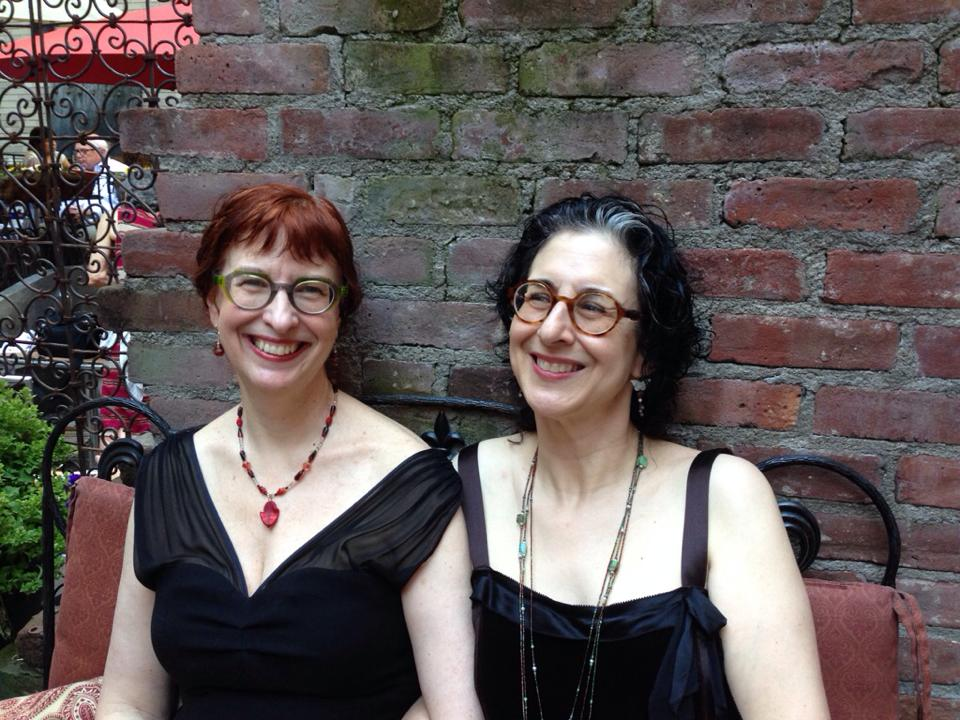
Delia Sherman et Ellen Kushner, février 2015.

- Cape-Rouge, 2019 ((en) Red-Cloak, 1982)Parue dans la réédition de À la pointe de l'épée en 2019
- Le Bretteur qui n'était pas la Mort, 2005 ((en) The Swordsman Whose Name Was Not Death, 1991)Parue dans la revue Fictions no 1, puis reprise dans la réédition de À la pointe de l'épée en 2019
- À la poursuite de la licorne, 2002 ((en) The Hunt of the Unicorn, 1995)Parue dans la revue Faeries no 8
- Un jeune homme de mauvaise vie, 2013 ((en) A Wild and a Wicked Youth, 2009)Parue dans la revue Fictions no 17, puis reprise dans la réédition de À la pointe de l'épée en 2019 - Prix Imaginales de la meilleure nouvelle 2014
- Au temps où j’étais brigand, 2019 ((en) When I was a Highwayman, 2017)Parue dans la réédition de À la pointe de l'épée en 2019
- Le Duc des Bords-d’Eaux, 2019 ((en) The Duke of Riverside, 2011)Parue dans la réédition de À la pointe de l'épée en 2019